# Енма (міфологія)

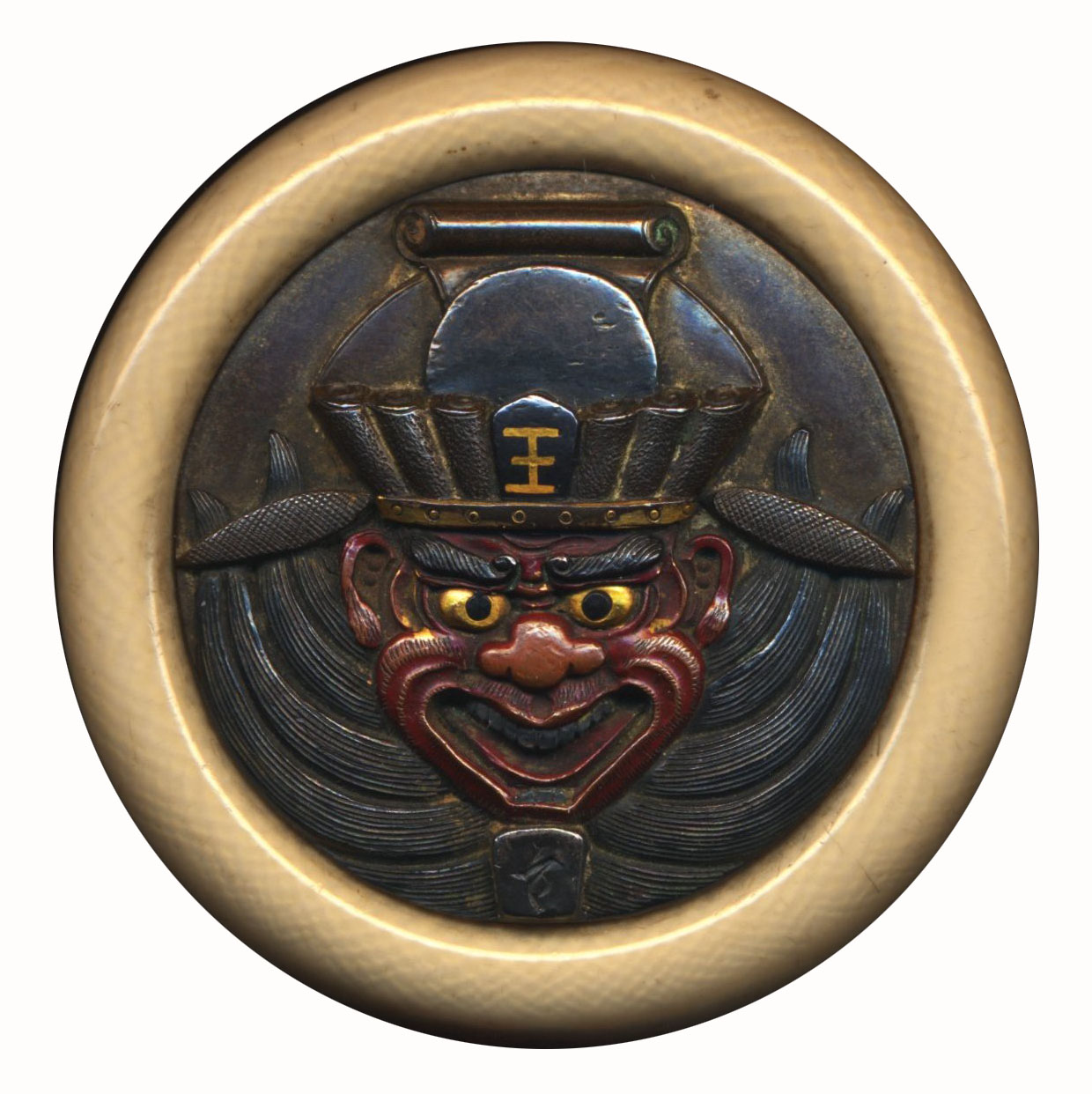
Бог Енма

Енма (яп. 閻魔) в японській міфології бог-володар та суддя померлих, котрий править підземним пеклом — Дзіґоку. Аналогічний Ямі загальнобуддистської міфології. Такого його часто називають Великий ван Енма (яп. 閻魔大王 Енмма ДайО:). І в давні часи й в сучасності його зображували великою людиною з червоним обличчям, очима навикіт та бородою. Носить традиційне японське вбрання (вафуку) та корону на голову, на якій зображений ієрогліф 王 (цар). Йому підвладна багатотисячна армія, котрою керують 18 воєначальників, а в особистому розпорядженні знаходяться демони та охоронці з конячими головами.
Підземний світ складається з восьми вогняних та восьми льодяних пекл. Коли людина помирає, то починає свою подорож в підземний світ через підземну рівнину та гори доки не впирається в ріку. Ця ріка і є входом до підземного світу і її можна перетнути трьома способами: по мосту, вбрід та вплав. По мосту проходять добрі люди, брід призначений для тих, хто скоїв незначні гріхи, а грішники повинні подолати потік, що кишить чудовиськами. На іншому березі чекає страшна старуха, яка їх роздягає. Після чого чоловіки постають перед Енмою, а жінки перед його сестрою. В магічному дзеркалі вони бачать усі земні справи людей і судять їх згідно з побаченим.
| Прапор Японії | Це незавершена стаття про Японію. Ви можете допомогти проєкту, виправивши або дописавши її. |